# Нарцисс Куатреказаса
Нарцисс Куатреказаса (лат. Narcissus cuatrecasasii) — вид многолетних травянистых растений рода Нарцисс (Narcissus) семейства Амариллисовые (Amaryllidaceae).
Вид назван в честь испанского ботаника Жозепа Куатреказаса.

## Ботаническое описание
Многолетнее травянистое луковичное растение. Листья прямые, широкие, края гладкие, спинных килей два, 2,2—4,5 мм шириной. Цветки одиночные, реже по два, 22—30 мм в диаметре, края коронки цельные или городчатые.

## Распространение
Встречается на юге Пиренейского полуострова: в горах Центральной и Южной Испании и в Марокко.

## Синонимика
- Narcissus cuatrecasasii var. segimonensis (Fern.Casas) Fern.Casas
- Narcissus rupicola f. pedunculatus Cuatrec., nom. inval.
- Narcissus rupicola subsp. pedunculatus (Cuatrec.) Laínz, nom. inval.
- Narcissus rupicola subsp. pedunculatus Laínz ex Meikle
- Narcissus rupicola var. pedunculatus Cuatrec., nom. inval.
- Narcissus segimonensis Fern.Casas[3]: